# Tituly a vyznamenání Marcela Rebela de Sousy
Marcelo Rebelo de Sousa, portugalský politik a prezident Portugalska, obdržel během svého života řadu státních i nestátních vyznamenání a ocenění, a to jak portugalských tak zahraničních. Během svého funkčního období prezidenta Portugalska je také velmistrem portugalských řádů.

## Vyznamenání

### Portugalská vyznamenání

#### Velmistr

Erb prezidenta Portugalska jakožto rytíře Řádu Isabely Katolické

Od 9. března 2016 je velmistrem portugalských řádů:
- Stuha tří řádů
- Řád věže a meče
- Řád Kristův
- Řád avizských rytířů
- Řád svatého Jakuba od meče
- Řád prince Jindřicha
- Řád svobody
- Řád za zásluhy
- Řád veřejného vzdělávání

#### Osobní portugalská vyznamenání
- komtur Řádu svatého Jakuba od meče – 9. června 1994[1]
- velkokříž Řádu prince Jindřicha – 9. června 2005[1]

Erb Marcela Rebela de Sousy jakožto rytíře Řádu Karla III.

### Zahraniční vyznamenání
- Angola
  -  Řád Agostinha Neta – 6. března 2019
- Belgie
  -  velkokříž Řádu Leopolda – 22. října 2018[2][3]
- Brazílie
  -  velkokříž s řetězem Řádu Jižního kříže – 2023 – udělil prezident Luiz Inácio Lula da Silva[4]
- Bulharsko
  -  velkokříž Řádu Stará planina – 30. ledna 2019[3]
- Egypt
  -  velkokříž s řetězem Řádu Nilu – 21. listopadu 2016
- Estonsko
  -  Řád kříže země Panny Marie I. třídy s řetězem – 10. dubna 2019[5]
- Francie
  -  velkokříž Řádu čestné legie – 26. srpna 2016[3]
- Chile
  -  velkokříž s řetězem Řádu za zásluhy – 30. března 2017
- Chorvatsko
  -  Velký řád krále Tomislava – 4. května 2018 – udělila prezidentka Kolinda Grabarová Kitarovičová – za mimořádné zásluhy při podpoře komplexních vztahů a rozvoji vzájemné spolupráce mezi Chorvatskem a Portugalskem a při podpoře přátelství a partnerství mezi lidem Chorvatska a Portugalska[6]
- Itálie
  -  velkokříž s řetězem Řádu zásluh o Italskou republiku – 29. listopadu 2017[7]
- Kapverdy
  -  Řád Amílcara Cabrala I. třídy – 10. dubna 2017[8]
- Kolumbie
  -  velkokříž s řetězem Řádu Boyacá – 13. listopadu 2017
- Lucembursko
  -  rytíř Nasavského domácího řádu zlatého lva – 23. května 2017
- Malta
  -  Národní řád za zásluhy – 15. května 2018[3]
- Maroko
  - speciální třída Řádu Muhammada – 27. června 2016[9]
- Mexiko
  -  řádový řetěz Řádu aztéckého orla – 17. července 2017 – udělil prezident Enrique Peña Nieto[10]
- Nizozemsko
  -  velkokříž Řádu nizozemského lva – 10. října 2017
- Paraguay
  -  velkokříž s řetězem Národního řádu za zásluhy – 11. května 2017
- Peru
  -  velkokříž s diamanty Řádu peruánského slunce – 25. ledna 2019[3]
- Pobřeží slonoviny
  -  velkokříž Národního řádu Pobřeží slonoviny – 2017
- Rakousko
  -  velká čestná dekorace ve zlatě na stuze Čestného odznaku Za zásluhy o Rakouskou republiku – 12. června 2019[3]
- Řecko
  -  velkokříž Řádu Spasitele – 21. dubna 2017[3]
- Slovinsko
  -  Řád za mimořádné zásluhy – 7. února 2020 – za přínos k rozvoji přátelských vazeb mezi Slovinskem a Portugalskem a za posílení všestranné spolupráce a integrace obou zemí pro sjednocenou, na sdílených hodnotách založenou a bezpečnou evropskou budoucnost[11]
- Srbsko
  -  velkokříž Řádu Srbské republiky – 25. ledna 2017 – udělil prezident Tomislav Nikolić[12]
- Španělsko
  -  velkokříž s řetězem Řádu Isabely Katolické – 25. listopadu 2016 – udělil král Filip VI. Španělský[13]
  -  velkokříž s řetězem Řádu Karla III. – 13. dubna 2018 – udělil král Filip VI. Španělský[14]
- Vatikán
  -  velkokříž s řetězem Řádu Pia IX. – 23. dubna 2016 – udělil papež František[3][15]

- Východní Timor
  -  velký řetěz Řádu Východního Timoru – 19. května 2022 – udělil prezident Francisco Guterres[16]